# Aloe pendens
Aloe pendens é uma espécie de liliopsida do gênero Aloe, pertencente à família Asphodelaceae.